# Ermogene (magister officiorum)
Ermogene (in greco: Ἑρμογένης; ... – 535/536) è stato un generale e funzionario bizantino.
Servì come magister officiorum, comandante militare e diplomatico, durante la Guerra iberica contro l'impero persiano durante il primo periodo del regno dell'imperatore Giustiniano. Nel 530 prese parte alla Battaglia di Dara come comandante in seconda di Belisario.